# 東京海洋大学の人物一覧
東京海洋大学の人物一覧（とうきょうかいようだいがくのじんぶついちらん）は、東京海洋大学に関係する人物の一覧記事。

## 著名な教職員
- 青山千春 - 准教授、水産学研究者。独立総合研究所取締役上席研究員、東京水産大学大学院博士課程修了
- さかなクン（宮澤正之） - 客員教授、名誉博士。魚類学者。
- 上田勝彦 - 客員教授、実業家。
- 石橋甫 - 東京高等商船学校長。
- 小松美彦 - 教授。倫理学者。
- 山中寿朗 - 教授。地球科学者。
- 岩淵聡文 - 教授。文化人類学者、海洋考古学者。

## 主な出身者

### 政界
- 米窪満亮 - 初代労働大臣、東京商船学校卒業
- 西村茂生 - 第2代岩国市長、元衆議院議員、水産講習所卒業
- 鈴木善幸 - 第70代内閣総理大臣、水産講習所卒業
- 蜷川虎三 - 京都府知事（1950年 - 1978年）、水産講習所卒業後、京都大学入学
- 高碕達之助 - 第18代通商産業大臣、東洋製罐創立者、水産講習所卒業
- 小野寺五典 - 第12・17・18代防衛大臣、東京水産大学卒業
- 元信尭 - 元衆議院議員、元静岡県水産試験場技師、東京水産大学卒業
- 関口博 - 元国立市長、国立市議会議員、東京水産大学卒業
- 後藤圭二 - 吹田市長、元吹田市道路公園部長、東京水産大学卒業
- 菅原茂 - 気仙沼市長、元衆議院議員公設秘書、東京水産大学卒業
- 佐々木拓 - 陸前高田市長、元農林水産省官僚、東京水産大学卒業
- 川島豪 - 元日本共産党（革命左派）神奈川県委員会議長

### 行政
- 加藤光一 - 元国土交通省大臣官房技術審議官、山縣勝見賞著作賞
- 土屋知省 - 元国土交通省近畿運輸局長、元日本冷蔵倉庫協会理事長、東京海洋大客員教授
- 西丸震哉 - 元農林水産省食料研究所官能検査研究室長、元日本旅行作家協会常任理事
- 保科正樹 - 元水産庁次長、海洋生物環境研究所理事長
- 三田一也 - 元海上保安庁警備救難監、戦後、海上自衛隊復活を討議した「Y委員会」の主要メンバー。東京商船学校卒業
- 長田博 - 第16代海上幕僚長、水産講習所卒業
- 東山収一郎 - 第17代海上幕僚長、東京水産大学卒業

### 財界
- 天辰祐之郎 - 元マルハ社長
- 池永次郎 - 日本放送協会 (NHK) 経営委員長、ニチロ漁業会長のち相談役、水産講習所卒業
- 今井賢司 - 元極洋社長、現会長
- 今永文男 - 元日本水産社長
- 岩波嘉重 - 日本ピラー工業創業者
- 小畑一雄 - 元東洋水産社長
- 大山轟介 - 元キユーピー社長
- 垣添直也 - 元日本水産社長、元日本冷凍食品協会会長、元日本冷蔵倉庫協会会長、元大日本水産会副会長
- 川村和弘 - カルピス社長
- 小林浩 - 元日本ハム社長、東京水産大学卒業
- 須賀次郎 - スガ・マリンメカニック代表取締役、社会スポーツセンター顧問、全日本潜水連盟理事長、東京水産大学卒業
- 樽井史朗 - 元キユーピー社長
- 當眞嗣吉 - 元沖縄電力社長
- 深川清司 - 元東洋水産社長
- 藤田近男 - 元キユーピー社長、水産講習所卒業
- 中島董一郎 - 中島商店（現キユーピー）創業者、水産講習所卒業
- 廿日出要之進 - 旗道園（現アヲハタ）創業者、水産講習所卒業
- 森和夫 - 東洋水産創業者、水産講習所卒業
- 劉海涛 - ストリーム創業者

### 研究者・学者
- 天野慶之 - 水産学者、元東京水産大学学長、元日本冷凍協会会長
- 荒野泰典 - 歴史学者、立教大学文学部教授、東京商船大学卒業
- 庵原順一 - 水産学者、元東京水産大学学長、水産講習所卒業
- 今泉忠明 - 動物学者、元ねこの博物館館長、産経児童出版文化賞、東京水産大学卒業
- 岩田明久 - 水産学者、京都大学名誉教授、日本魚類学会賞
- 内田至 - 水産生物学者、元名古屋港水族館館長、元姫路市立水族館館長
- 占部城太郎 - 生態学者、東北大学教授、日本生態学会会長
- 海部健三 - 生態学者、中央大学教授
- 太田尚樹 - 歴史学者、東海大学名誉教授、東京水産大学卒業
- 大島寛史 - 生理学者、静岡県立大学名誉教授
- 奥谷喬司 - 動物学者、東京水産大学名誉教授、東京水産大学卒業
- 軽部征夫 - 生物工学者、東京大学名誉教授、元東京工科大学学長、東京水産大学卒業
- 河井智康 - 海洋学者、元東北区水産研究所資源管理部長、東京水産大学卒業
- 川島博之 - 開発経済学者、元東京大学准教授、東京水産大学卒業
- 神田英宣 - 防衛学者、元防衛大学校准教授
- 鞠谷宏士 - 運送施設工学者、元東京商船大学学長、元世界海事大学理事、元日本航海学会会長、東京高等商船学校卒業
- 橘川次郎 - 動物生態学者、クイーンズランド大学名誉教授、元オーストラリア生態学会会長、山階芳麿賞
- 木村伸吾 - 海洋学者、東京大学教授、水産海洋学会会長、東京水産大学卒業
- 木村政昭 - 海洋地質学者、琉球大学名誉教授、東京水産大学卒業
- 久保伊津男 - 海洋生物学者、東京水産大学教授、日本水産学会賞
- 佐野光彦 - 生態学者、東京大学名誉教授、日本魚類学会編集顧問
- 島野顕継 - 海洋科学者、大阪工業大学教授
- 庄司るり - 海洋学者、東京海洋大学理事・副学長、海上・港湾・航空技術研究所理事長
- 白井祥平 - 海産生物学者、太平洋資源開発研究所所長
- 鈴木克美 - 魚類学者、東海大学名誉教授、元金沢水族館副館長、東京水産大学卒業
- 賞雅寛而 - 原子力工学者、東京海洋大学名誉教授・元副学長、富山高等専門学校長、元日本混相流学会会長
- 多紀保彦 - 魚類学者、東京水産大学名誉教授、東京水産大学卒業
- 栃本武良 - 生物学者、元姫路市立水族館館長、東京水産大学卒業
- 中村一恵 - 動物学者、元神奈川県立生命の星・地球博物館学芸員、東京水産大学卒業
- 沼波秀樹 - 海洋生物学者、東京家政学院大学教授、第33次南極地域観測隊隊員
- 松井魁 - 魚類学者、元水産大学校長、元下関水族館顧問、水産講習所卒業
- 松井佳一 - 魚類学者、元京都大学教授、水産講習所卒業
- 松浦啓一 - 魚類学者、国立科学博物館名誉研究員、元東京大学教授、元日本魚類学会会長、東京水産大学卒業
- 松生義勝 - 化学者、元東京水産大学学長、水産講習所卒業
- 松原喜代松 - 魚類学者、元京都大学教授、水産講習所卒業
- ムジキウィス・D・サントス - 水産学者、フィリピン国立水産研究開発研究所科学者IV 、フィリピン生化学・分子生物学協会会長
- 茂在寅男 - 造船工学者、東海大学教授、東京商船大学卒業
- 吉崎悟朗 - 水産学者、東京海洋大学教授、東京水産大学卒業
- 万栄 - 水産学者、上海海洋大学総長

### 水族館等
- 鳥羽山照夫 - 元鴨川シーワールド館長、沖縄国際海洋博覧会政府出展水族館海獣展示プロデューサー

### 文学
- 丸山薫 - 詩人、東京高等商船学校ー編入第三高等学校（現京都大学）
- 近藤隆史 - 漫画家、東京水産大学卒業
- 山名宏和 - 放送作家

### 芸術
- 伊藤智彦 - アニメーション監督
- 岩谷徹 - 版画家
- 竹村嘉夫 - 写真家
- 津嶋三郎 - 画家、童話作家
- 星野哲郎 - 作詞家、清水高等商船学校卒業

### 芸能
- 山田路津子 - フリーアナウンサー、東京水産大学卒業。
- 大谷亮介 - 俳優、東京水産大学卒業
- 菅緑 - 元リポーター、海洋科学部卒。
- 稲森彩 - 琉球放送アナウンサー。東京海洋大学卒業。
- 斎藤久美子 - テレビ新潟 (TeNY) アナウンサー、報道記者。東京海洋大学卒業。
- 中村美公 - 気象予報士
- 竹内夏紀 - 元つりビットメンバー

### その他
- 坂口弘 - 連合赤軍中央委員会書記長。東京水産大学中退
- 並木敏成 - バスプロ。東京水産大学卒業
- 永田雅一 - 海洋ジャーナリスト。東京水産大学卒業
- 村瀬俊夫 - 牧師、聖契神学校講師

## ゆかりの著名人
- 大久保利通 - 三菱商船学校（現在の海洋工学部）の設立を命じる。
- 岩崎弥太郎 - 三菱財閥の創始者。三菱商船学校を設立する。
- 中部謙吉 - 大洋漁業（現在のマルハ）元社長。海洋大の前身の東京水産大学や長崎大学へ講堂を寄付して、それらは中部講堂と呼ばれている。